# Fjolla Shala
Fjolla Shala (ur. 20 marca 1993 w Kosowie) – islandzko-kosowska piłkarka. Należała do islandzkich reprezentacji U-16, U-17 i U-19, a w latach 2017-2018 reprezentowała Kosowo w piłce nożnej kobiet.

## Życiorys
W wieku około 6 miesięcy wyjechała wraz z rodzicami do Niemiec, a w 1998 roku na Islandię; wychowywała się w reykjavíckiej dzielnicy Breiðholt.

## Życie prywatne
W 2020 roku urodziła dziecko.